# Sabine Ellerbrock
Sabine Ellerbrock, née le 1er novembre 1975 à Bielefeld, est une joueuse allemande de tennis en fauteuil roulant.
Lauréate de deux titres du Grand Chelem acquis à Roland-Garros en 2013 et en Australie en 2014, elle a aussi disputé la finale de l'US Open en 2013 et des Internationaux de France en 2016. Elle a été n°1 mondiale en simple entre 2013 et 2014.
Elle découvre le tennis fauteuil début 2009 et remporte son premier tournoi en juillet de la même année. En 2011, il intègre le top 10 mondial et joue à Roland-Garros. Elle termine les Jeux paralympiques de 2012 à la 4e place en simple. Cette année-là, elle remporte son titre le plus important au Japan Open, tandis qu'en 2013, elle s'impose au British Open. Ses victoires incluent également des succès en Sardaigne, à Johannesburg, en Belgique, à Salzbourg et à St-Louis. En 2015, elle est finaliste du Masters en simple.
Elle souffre d'une infection au pied due aux complications d'une intervention chirurgicale à la jambe droite.

## Palmarès

### Titres en Grand Chelem
- Open d'Australie :
  - en simple en 2014

- Roland-Garros :
  - en simple en 2013